# Asura monospila
Asura monospila là một loài bướm đêm thuộc phân họ Arctiinae, họ Erebidae.